# Paspalum filgueirasii
Paspalum filgueirasii är en gräsart som beskrevs av Osvaldo Morrone och Fernando Omar Zuloaga. Paspalum filgueirasii ingår i släktet tvillinghirser, och familjen gräs. Inga underarter finns listade i Catalogue of Life.